# ريتشارد بولز
ريتشارد بولز (بالإنجليزية: Richard Bowles)‏ هو عداء مراثوني أسترالي، ولد في 19 سبتمبر 1978.

## وصلات خارجية
- ريتشارد بولز على موقع اتحاد ألعاب الكومنولث (مؤرشف) (الإنجليزية)

- الموقع الرسمي